# Irene de Roma
Santa Irene de Roma era uma mulher cristã no Império Romano durante o reinado de Diocleciano. Ela era a esposa de São Cástulo. Segundo a lenda cristã, ela atendeu São Sebastião depois que ele foi ferido por arqueiros mauritanos.

## Biografia

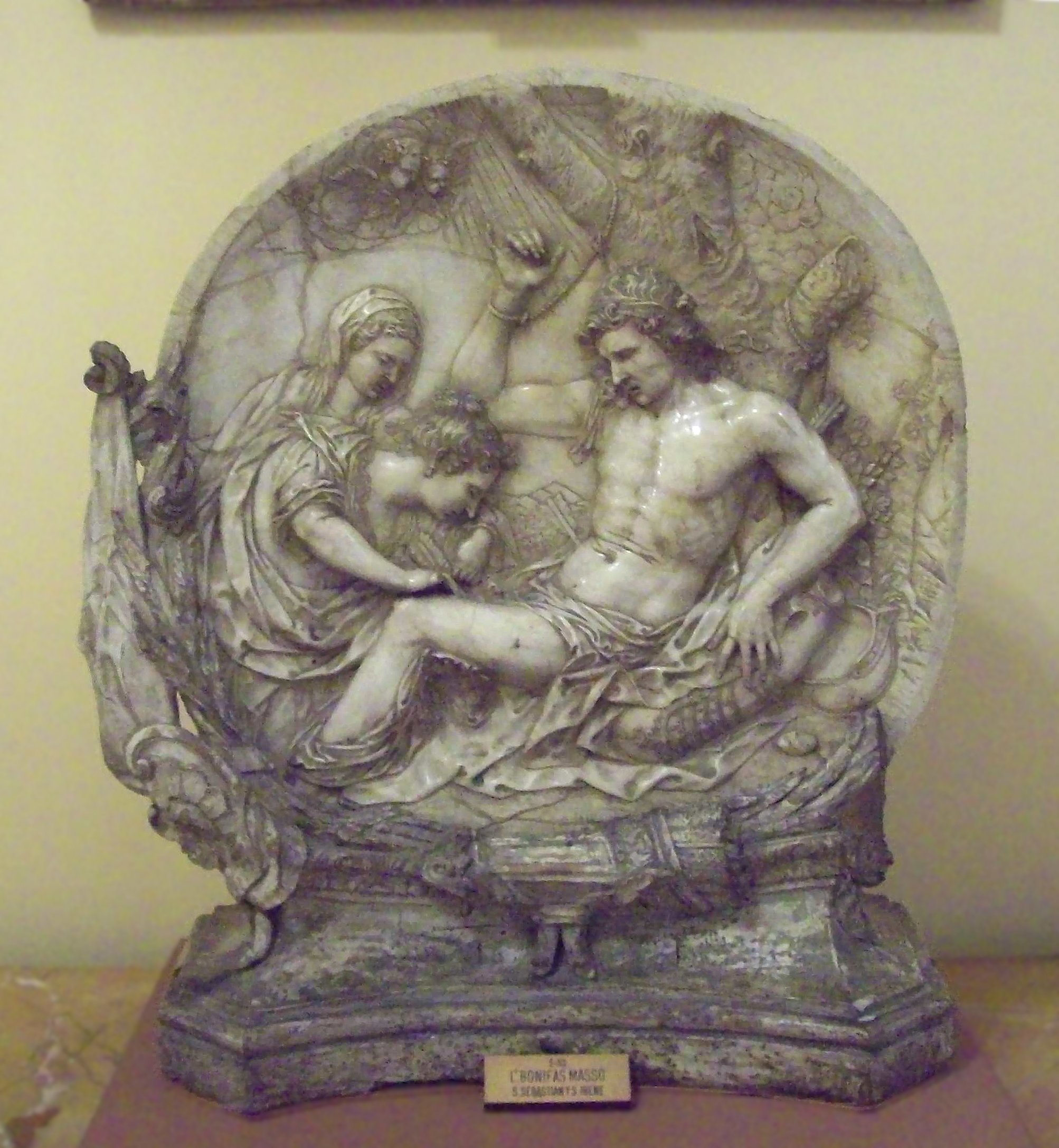
Alívio barroco de Santa Irene curando os ferimentos de São Sebastião.

Irene era a esposa de São Cástulo que, segundo a tradição, estava a serviço do imperador romano. Mais tarde, ela ficou viúva quando Cástulo foi martirizado por praticar o Cristianismo e converter outras pessoas à religião. Após a morte de seu marido, Irene continuou a ser ativa na comunidade cristã em Roma. Segundo a hagiografia, quando São Sebastião foi atingido por flechas por praticar o cristianismo, Irene cuidou de suas feridas.

São Sebastião atendido por Santa Irene foi tema de muitas pinturas de Benedetto Luti e outros.

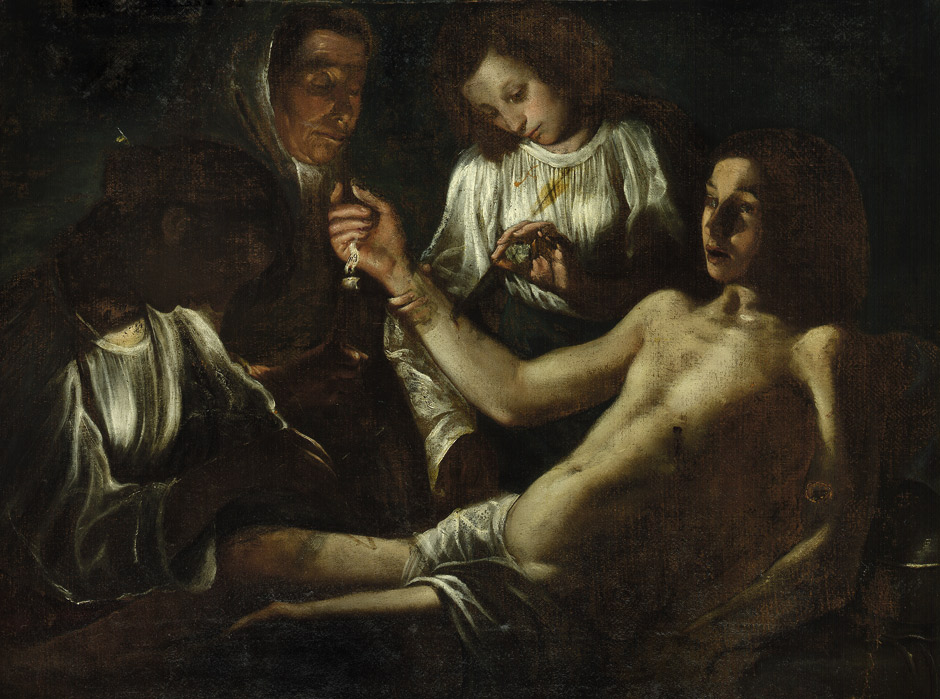
Irene de Roma e São Sebastião
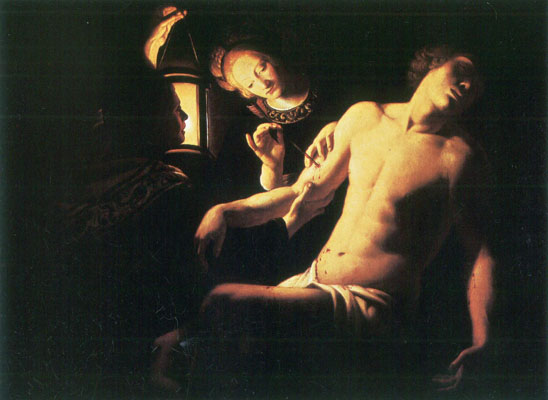
Trophime Bigot
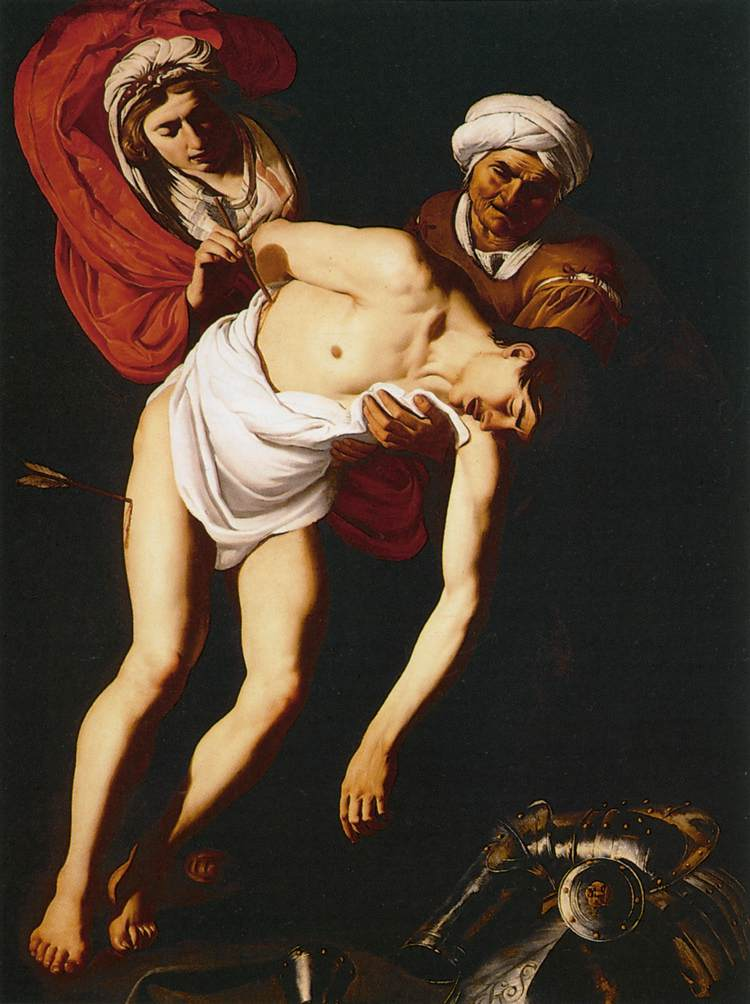
Dirck van Baburen, 1615
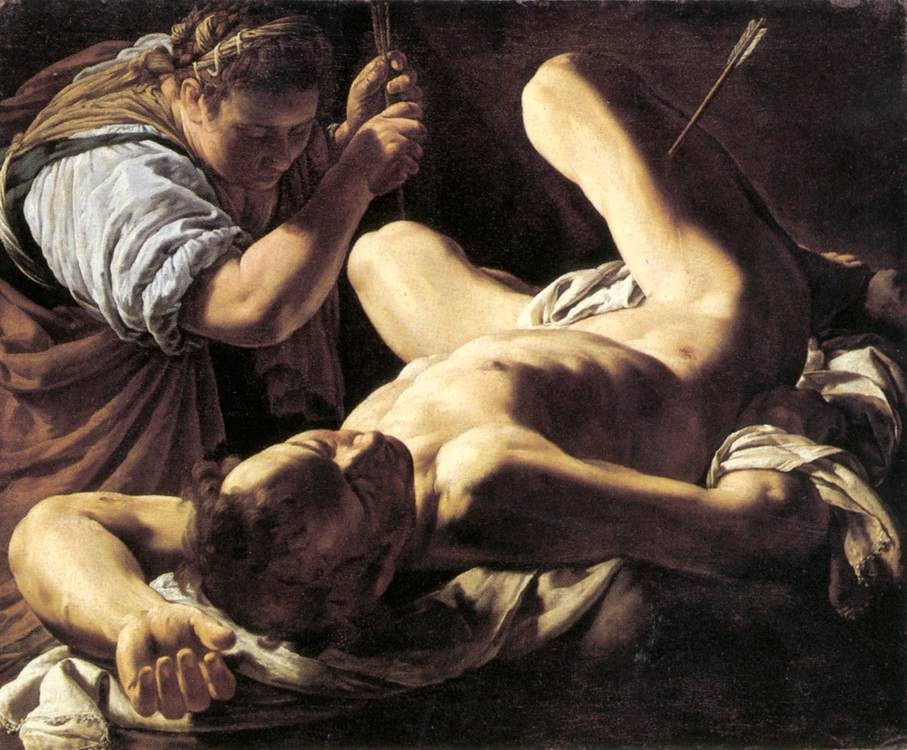
Marcantonio Bassetti -c.1620
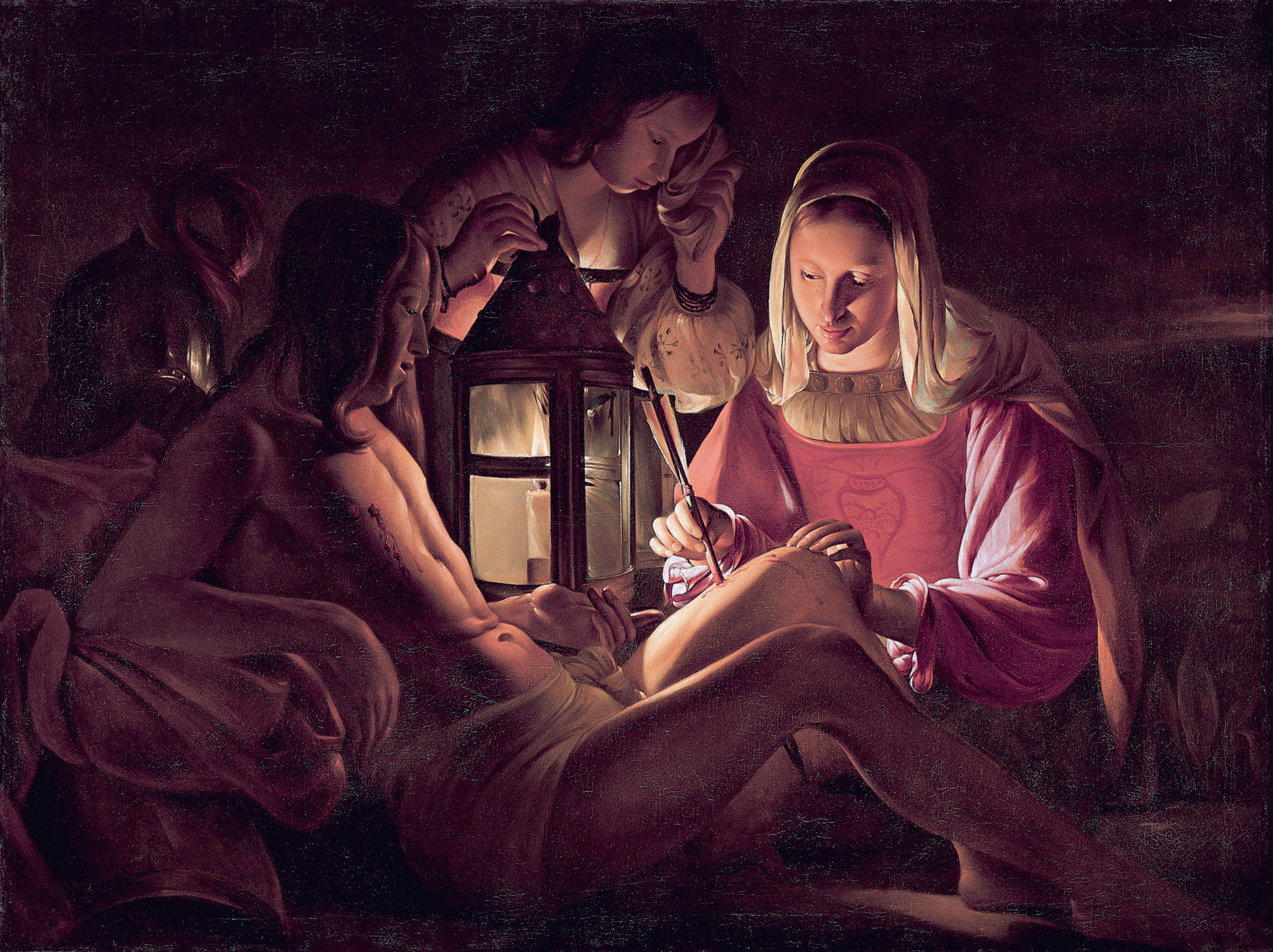
atribuído a Georges de La Tour, início dos anos 1630
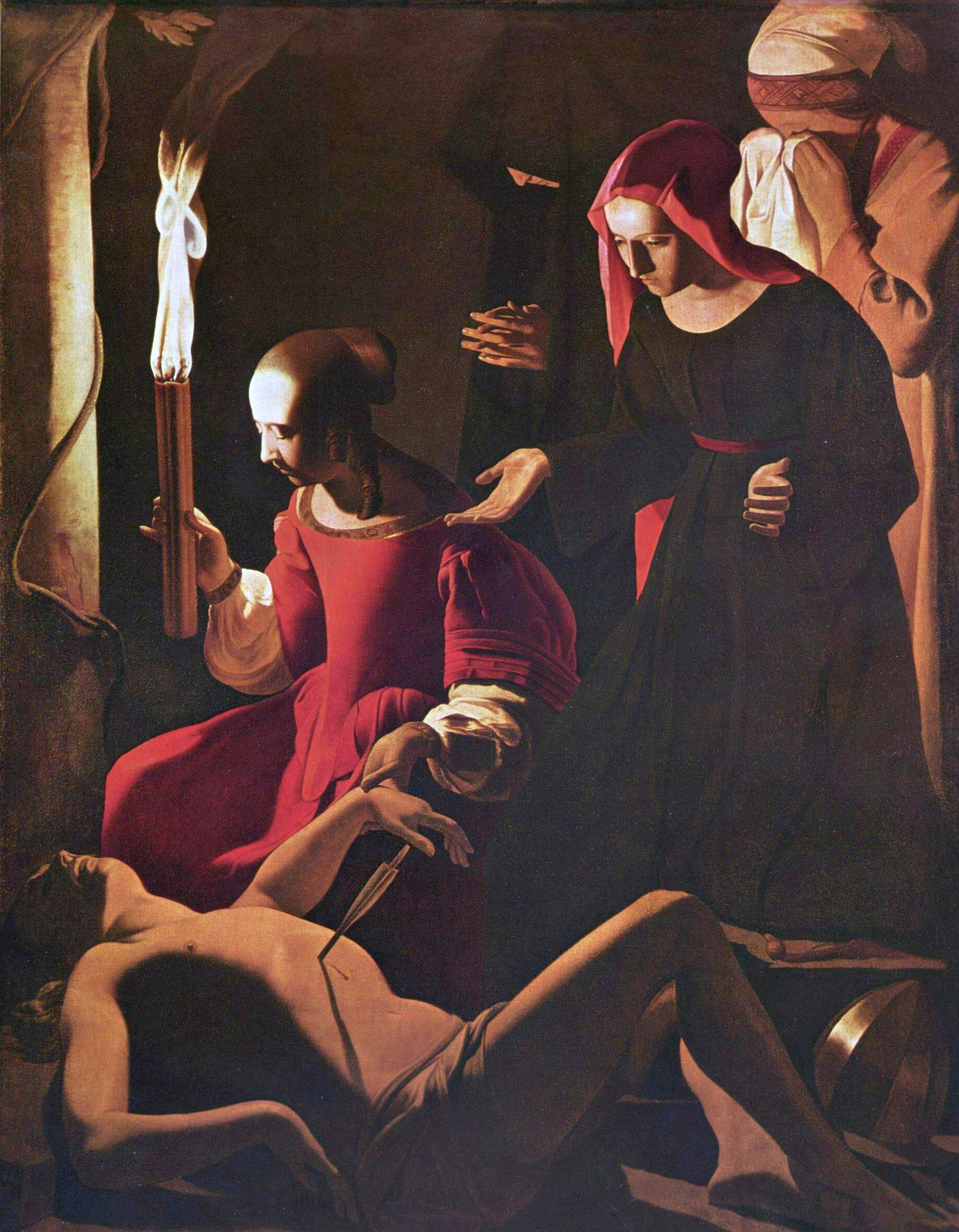
Georges de La Tour 1650
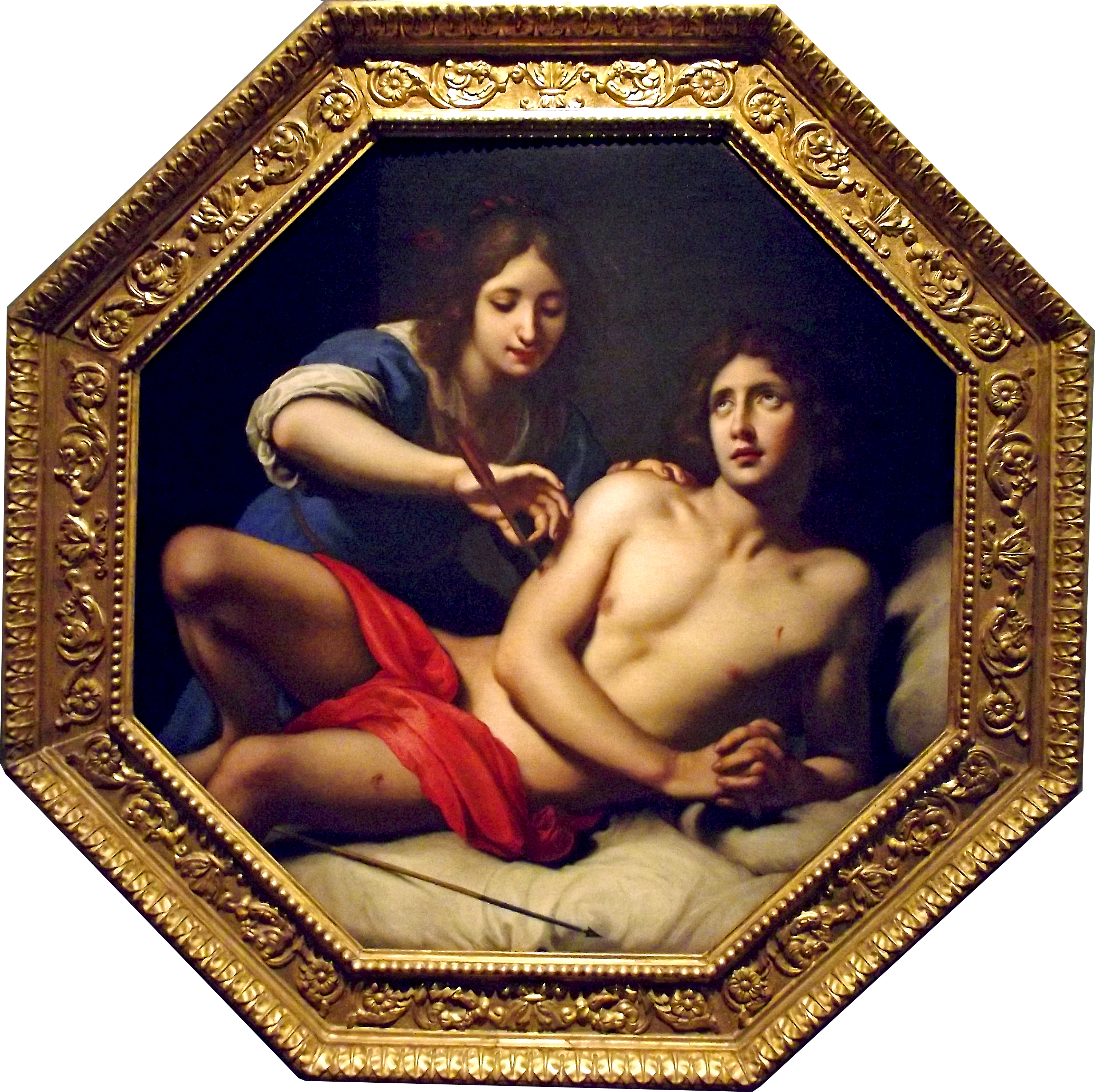
[en→pt]Felice Ficherelli -1650
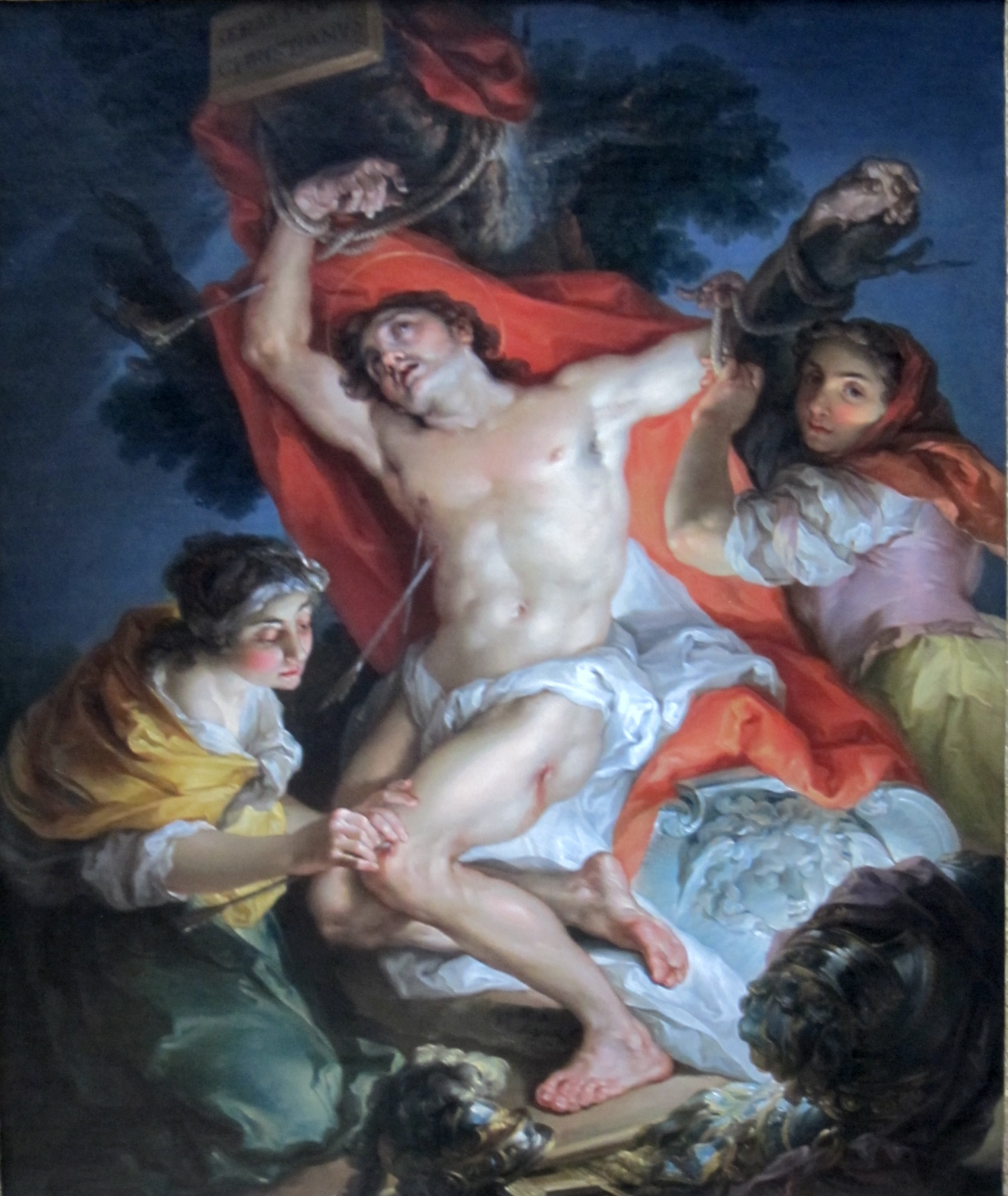
[en→pt]Vicente López y Portaña 1795-1800